# Nucleosíntesis de supernovas
La nucleosíntesis de supernovas se refiere a la producción de nuevos elementos químicos dentro de las supernovas. Ocurre principalmente debido a la nucleosíntesis explosiva durante la combustión de oxígeno explosivo y la combustión de silicio. Estas reacciones de fusión crean los elementos silicio, azufre, cloro, argón, potasio, calcio, escandio, titanio, vanadio, cromo, manganeso, hierro, cobalto y níquel. Como resultado de su expulsión desde supernovas individuales, la abundancia de estos elementos se incrementa en el medio interestelar. Los elementos más pesados que el níquel son creados principalmente por un proceso de captura de neutrones conocido como proceso-R. Sin embargo, se piensa que hay otros procesos responsables de algunas nucleosíntesis de elementos: principalmente, un proceso de captura de protones conocido como el proceso rp y un proceso de fotodisgregación conocido como el proceso p. De esta forma, al final se sintetizan los isótopos más ligeros (pobres en neutrones) de los elementos pesados.

## Fusión de elementos

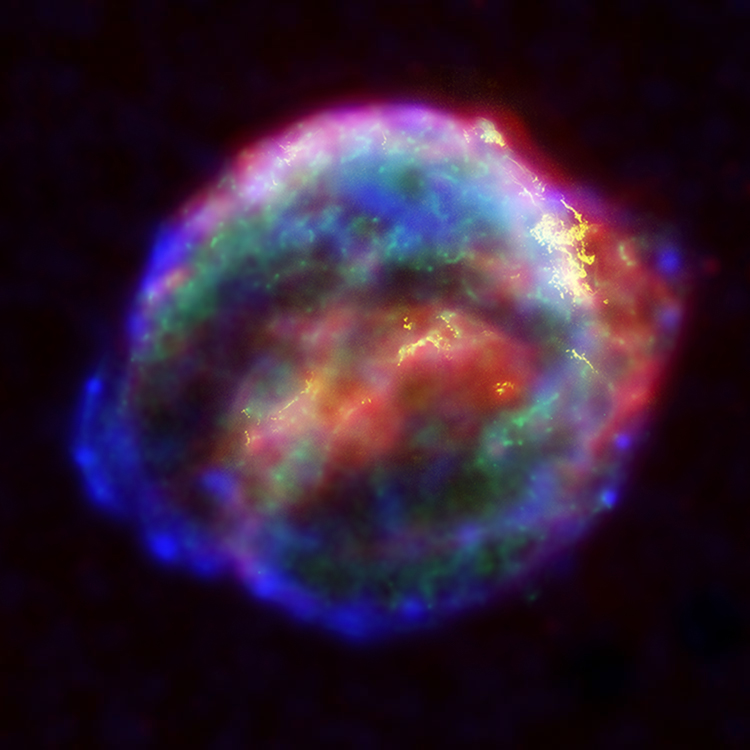
Imagen compuesta de la supernova Kepler de imágenes por el Telescopio espacial Spitzer, el Telescopio espacial Hubble y el Observatorio de rayos X Chandra.

Debido a las grandes cantidades de energía liberadas, en una explosión de supernovas se alcanzan temperaturas mucho mayores que en las estrellas; incluso pueden alcanzarse temperaturas que permiten la formación de elementos de masa atómica mayor de 254, como el californio, que es el más pesado conocido, aunque sólo se ve como elemento sintético en la Tierra. En los procesos de fusión nuclear en la nucleosíntesis estelar, el peso máximo para un elemento fusionado es el del níquel, alcanzando un isótopo con una masa atómica de 56. La fusión de elementos entre el silicio y el níquel ocurre sólo en las estrellas más grandes, que terminan como explosiones de supernovas (ver proceso de combustión del silicio). Un proceso de captura de neutrones conocido como el proceso-s, que también ocurre durante la nucleosíntesis estelar, puede crear elementos por encima del bismuto con una masa atómica de aproximadamente 209. Sin embargo, el proceso-s ocurre principalmente en estrellas de masa pequeña, que evolucionan más lentamente.

## El Proceso-R
Durante la nucleosíntesis de supernovas, el Proceso-R (R de Rápido) crea isótopos pesados muy ricos en neutrones, que se descomponen después del evento a la primera isobara?? estable, creando de este modo los isótopos estables ricos en neutrones de todos los elementos pesados. Este proceso de captura de neutrones ocurre a altas densidades de neutrones con condiciones de grandes temperaturas. En el Proceso-R, los núcleos pesados son bombardeados con un gran flujo de neutrones para formar núcleos ricos en neutrones altamente inestables que rápidamente experimentan la desintegración beta para formar núcleos más estables con un número atómico mayor y la misma masa atómica. El flujo de neutrones es increíblemente alto, unos 1022 neutrones por centímetro cuadrado por segundo. Los primeros cálculos de un Proceso-R, muestran la evolución de los resultados calculados con respecto al tiempo, también sugieren que en el Proceso-R las abundancias son una superposición de diferentes flujos de neutrones. Las pequeñas afluencias producen el primer pico de abundancias del Proceso-R cerca del peso atómico A = 130 pero no actínidos, mientras que las grandes afluencias producen los actínidos Uranio y Torio, pero no contiene el pico de abundancia de A = 130. Estos procesos ocurren en una fracción entre un segundo y unos cuantos segundos, dependiendo de detalles. Cientos de artículos relacionados publicados han utilizado esta aproximación dependiente del tiempo. De modo interesante, la única supernova moderna cercana, la 1987A, no ha  revelado enriquecimientos del  Proceso-R. La idea moderna es que el Proceso-R puede ser lanzado desde algunas supernovas, pero se agota en otros como parte de los neutrones residuales de la estrella o de un agujero negro.